# Alain Bouvette
Alain Bouvette, de son vrai nom Maurice Alabouvette, est un acteur français né à Pontarlier le 10 août 1924, et mort à Neuilly-sur-Seine le 1er juillet 2004.

## Biographie
Il est étudiant pour devenir dentiste quand il rencontre à l'Hôpital Laennec de Paris, Roger Pierre, auquel il arrache une dent. Ses pitreries amusent le jeune fantaisiste qui le fait débuter au cabaret.

## Filmographie

### Cinéma
- 1951 : Éternel Espoir de Max Joly
- 1951 : Nous irons à Monte-Carlo de Jean Boyer : Un ami de Marinette
- 1952 : Week-end à Paris de Gordon Parry : Le bagagiste
- 1952 : Le Huitième Art et la Manière de Maurice Regamey (Court métrage) : Le speaker
- 1953 : Faites-moi confiance de Gilles Grangier : Un policier
- 1953 : Touchez pas au grisbi de Jacques Becker : Le chauffeur de taxi
- 1953 : Les Trois Mousquetaires d'André Hunebelle : Lubin, le valet du comte de Warde
- 1953 : Virgile de Carlo Rim : Le moniteur
- 1953 : Cent francs par seconde de Jean Boyer : Le correspondant extérieur de l'émission
- 1953 : Quai des blondes de Paul Cadéac
- 1954 : Minuit... Champs-Élysées de Roger Blanc
- 1954 : Après vous, duchesse de Robert de Nesle
- 1954 : La Belle Otero de Richard Pottier
- 1954 : Du rififi chez les hommes de Jules Dassin
- 1954 : Escalier de service de Carlo Rim : Le toiletteur de chiens
- 1954 : Les Évadés de Jean-Paul Le Chanois : Un prisonnier
- 1954 : Sur le banc de Robert Vernay : Le sommelier
- 1954 : Tout chante autour de moi de Pierre Gout
- 1955 : L'Amant de lady Chatterley de Marc Allégret : Un habitué du pub
- 1955 : Les carottes sont cuites de Robert Vernay : Un complice du ravisseur
- 1955 : Coup dur chez les mous de Jean Loubignac
- 1955 : Des gens sans importance d'Henri Verneuil : Le routier assoupi
- 1955 : Le Dossier noir d'André Cayatte
- 1955 : L'Impossible Monsieur Pipelet d'André Hunebelle : Un spectateur à la boxe
- 1955 : Les Indiscrètes de Raoul André : Leblanc
- 1955 : Milord l'Arsouille d'André Haguet : Picard
- 1955 : Les Nuits de Montmartre de Pierre Franchi
- 1955 : Les Pépées au service secret de Raoul André : La Quille
- 1955 : Si Paris nous était conté de Sacha Guitry : M. Duval
- 1955 : Sophie et le Crime de Pierre Gaspard-Huit : Un photographe
- 1955 : Je suis un sentimental de John Berry : L'inspecteur au théâtre
- 1956 : Bonjour Toubib de Louis Cuny
- 1956 : La Polka des menottes de Raoul André : Gaston, le livreur taxidermiste
- 1956 : Porte des lilas de René Clair : Le copain de Paulo
- 1956 : La Rivière des trois jonques d'André Pergament : Kergance
- 1956 : Rencontre à Paris de Georges Lampin : Le coursier posant pour Paul
- 1957 : Incognito de Patrice Dally
- 1957 : Paris clandestin de Walter Kapps : Pierrot
- 1957 : Rafles sur la ville de Pierre Chenal : La Gambille
- 1957 : Patrouille de choc de Claude Bernard-Aubert
- 1957 : Le Triporteur de Jack Pinoteau : Un soigneur de l'équipe
- 1957 : Moi et le colonel de Peter Glenville : Le chauffeur des Rothschild
- 1958 : Amour, autocar et boîtes de nuit de Walter Kapps : Nono
- 1958 : Drôles de phénomènes de Robert Vernay
- 1959 : Minute papillon de Jean Lefèvre
- 1959 : Babette s'en va-t-en guerre de Christian-Jaque : Emile
- 1959 : Douze Heures d'horloge de Géza von Radványi
- 1959 : La Dragée haute de Jean Kerchner : Paul Amiot
- 1960 : Le Septième Jour de Saint-Malo de Paul Mesnier
- 1960 : La Française et l'Amour de René Clair (sketch Le Mariage)
- 1961 : Jusqu'à plus soif de Maurice Labro
- 1961 : Le Monocle noir de Georges Lautner : Un inspecteur
- 1961 : La Planque de Raoul André : L'infirmier
- 1962 : Les Dimanches de Ville d'Avray de Serge Bourguignon : L'employé de la gare
- 1962 : Tartarin de Tarascon de Francis Blanche et Raoul André : Fracca, le propriétaire de l'âne
- 1962 : Les Mystères de Paris d'André Hunebelle
- 1963 : La Cage de Robert Darène
- 1964 : Les Gorilles de Jean Girault
- 1964 : Monsieur de Jean-Paul Le Chanois : Marc, un petit truand
- 1964 : Requiem pour un caïd de Maurice Cloche : L'inspecteur Chatagnier
- 1965 : Du rififi à Paname de Denys de La Patellière : Le chasseur de la boîte de nuit
- 1965 : Mission spéciale à Caracas de Raoul André
- 1967 : Ces messieurs de la famille de Raoul André : Un agent de police
- 1967 : Cinquante briques pour Jo de Jean Maley : Freddy
- 1970 : Ces messieurs de la gâchette de Raoul André : Le brigadier
- 1974 : Serre-moi contre toi de Jean Lévitte : Charles
- 1974 : Y'a un os dans la moulinette de Raoul André

### Télévision
- 1964 : L'Abonné de la ligne U - épisode La nuit de la rançon avant minuit de Yannick Andreï (série télévisée) : Brigaille
- 1965 : La Misère et la gloire, téléfilm de Henri Spade : Garnier
- 1967 : La Princesse du rail - 8 épisodes (série télévisée) : La Mal Foutu
- 1967 : Mary de Cork, téléfilm de Maurice Cazeneuve : Jimmy
- 1970 : Les Dossiers du professeur Morgan (série télévisée) : L'adjudant (1970)
- 1971 : La Polonaise, téléfilm de Henri Spade : Mathivet
- 1972 : La Vallée sans printemps, téléfilm de Claude-Jean Bonnardot : Alphée
- 1972 : La Vie et la passion de Dodin-Bouffant, téléfilm de Edmond Tiborovsky : Trifouille
- 1974 : Un curé de choc (26 épisodes de 13 minutes) de Philippe Arnal
- 1974 : Le vagabond (série télévisée) : Le dentiste
- 1975 : La Berthe, téléfilm de Philippe Joulia : Victor Budel
- 1975 : Les Renards, téléfilm de Philippe Joulia : Joubert
- 1980 : Opération Trafics - épisode  W comme Watteau (série télévisée) : Bardin
- 1980 : Mathieu, Gaston, Peluche, téléfilm de Bernard-Roland : L'adjoint au maire
- 1981 : Les Amours des années folles - épisode : Un mort tout neuf (série télévisée) : Le docteur
- 1982 : Cinéma 16 - téléfilm : L'amour s'invente (série télévisée) : Jean Vandot

## Théâtre
- 1955 : La Grande Felia de Jean-Pierre Conty, mise en scène Christian-Gérard, Théâtre de l'Ambigu
- 1960 : Si la foule nous voit ensemble... de Claude Bal, mise en scène Jean Mercure, Petit Théâtre de Paris